# 克列巴尼 (若夫克瓦區)
50°12′7″N 23°35′53″E / 50.20194°N 23.59806°E
克列巴尼（烏克蘭語：Клебани），是烏克蘭西部的村莊，隸屬利維夫州的利維夫區。該村面積16.7平方公里，海拔高度257米，2001年人口345，人口密度每平方公里20.66人。